# Funció positiu-real
Les funcions positiu-reals, sovint abreujades com a funció PR o PRF, són una mena de funció matemàtica que va sorgir per primera vegada en la síntesi de xarxes elèctriques. Són funcions complexes, Z (s), d'una variable complexa, s . Es defineix que una funció racional té la propietat PR si té una part real positiva i és analítica a la meitat dreta del pla complex i pren valors reals a l'eix real.
En símbols la definició és,
{\displaystyle {\begin{aligned}&\Re [Z(s)]>0\quad {\text{si}}\quad \Re (s)>0\\&\Im [Z(s)]=0\quad {\text{si}}\quad \Im (s)=0\end{aligned}}}
En l'anàlisi de xarxes elèctriques, Z (s ) representa una expressió d'impedància i s és la variable de freqüència complexa, sovint expressada com les seves parts real i imaginària;
{\displaystyle s=\sigma +i\omega \,\!}
en quins termes es pot indicar la condició de PR;
{\displaystyle {\begin{aligned}&\Re [Z(s)]>0\quad {\text{si}}\quad \sigma >0\\&\Im [Z(s)]=0\quad {\text{si}}\quad \omega =0\end{aligned}}}
La importància de l'anàlisi de xarxa de la condició de PR rau en la condició de realitzabilitat. Z (s ) es pot realitzar com a impedància racional d'un port si i només si compleix la condició PR. Realitzable en aquest sentit significa que la impedància es pot construir a partir d'un nombre finit (per tant racional) d'elements lineals passius ideals discrets (resistències, inductors i condensadors en terminologia elèctrica).

## Definició
El terme funció positiu-real va ser definit originalment per Otto Brune per descriure qualsevol funció Z (s) que
- és racional (el quocient de dos polinomis),
- és real quan s és real
- té una part real positiva quan s té una part real positiva

Molts autors s'adhereixen estrictament a aquesta definició exigint explícitament la racionalitat, o restringint l'atenció a les funcions racionals, almenys en primera instància. Tanmateix, Cauer havia considerat anteriorment una condició més general similar, no restringida a les funcions racionals, i alguns autors atribueixen el terme positiu-real a aquest tipus de condició, mentre que altres consideren que és una generalització de la definició bàsica.

## Propietats
- La suma de dues funcions PR és PR.
- La composició de dues funcions de PR és PR. En particular, si Z (s) és PR, llavors també ho són 1/ Z(s) i Z(1/s).
- Tots els zeros i pols d'una funció PR es troben al mig pla esquerre o al seu límit de l'eix imaginari.
- Tots els pols i zeros de l'eix imaginari són simples (tenen una multiplicitat d'un).
- Qualsevol pol de l'eix imaginari té residus reals estrictament positius i, de manera similar, a qualsevol zero de l'eix imaginari, la funció té una derivada real estrictament positiva.
- Sobre el mig pla dret, el valor mínim de la part real d'una funció PR es produeix en l'eix imaginari (perquè la part real d'una funció analítica constitueix una funció harmònica sobre el pla i, per tant, compleix el principi de màxim).
- Per a una funció PR racional, el nombre de pols i el nombre de zeros difereixen com a màxim en un.